# Orinats Erkir
Orinats Erkir (armeniska: Օրինաց երկիր engelska: Rule of Law), förkortat som ՕԵԿ, OEK, är ett center-politiskt parti i Armenien. Partiet leds av Artur Baghdasarjan och är det femte största i Armeniens parlament. I parlamentsvalet i Armenien 2007 vann partiet 9 mandat i parlamentet mot 19 i det föregående valet år 2003. 
Vid presidentvalet 2008 var partiets ledare Artur Baghdasarjan dess kandidat och fick tredje flest röster med 17,7 procent enligt de officiella valresultaten.
Partiet ställde den 6 maj 2012 upp i parlamentsvalet i Armenien 2012. I valet fick man 4,6 % av rösterna och 6 mandat.